# Mas-Saintes-Puelles
Mas-Saintes-Puelles (okzitanisch: Mas Santas Puèlas) ist eine französische Gemeinde mit 937 Einwohnern (Stand 1. Januar 2022) im Département Aude in der Region Okzitanien.

## Lage
Mas-Saintes-Puelles liegt auf einem Hügel im Südosten der Landschaft des Lauragais, etwa 53 Kilometer (Fahrtstrecke) in südöstlicher Richtung von Toulouse entfernt. Etwa 8 Kilometer östlich liegt Castelnaudary. Bis nach Carcassonne sind es etwa 48 Kilometer in südöstlicher Richtung.

## Bevölkerungsentwicklung
| Jahr      | 1968 | 1975 | 1982 | 1990 | 1999 | 2006 | 2016 |
| Einwohner | 682  | 617  | 640  | 720  | 805  | 876  | 916  |

Aufgrund seiner zentralen Lage an der alten Handelsstraße Narbonne–Carcassonne–Toulouse und unweit des Canal du Midi, ist Mas-Saintes-Puelles niemals so entvölkert worden wie andere Orte im Lauragais. In den letzten Jahrzehnten ist – bedingt durch die Nähe zur Autobahn A61 und durch die Schaffung neuer Arbeitsplätze in einer Zone industrielle – die Bevölkerung wieder angewachsen.

## Wirtschaft
Wie in den meisten Orten des Lauragais (auch Pays de la Cocagne = ‚Schlaraffenland‘ genannt) spielte im späten Mittelalter und in der frühen Neuzeit der Anbau, die Weiterverarbeitung und der Handel von Färberwaid (pastel) eine wichtige Rolle im Wirtschaftsleben der vergleichsweise wohlhabenden Stadt. Doch bereits im 18. Jahrhundert wurde der Anbau von pastel weitestgehend aufgegeben – es war durch den neuen Farbstoff Indigo allmählich vom Markt verdrängt worden.

## Geschichte
Der Name der Gemeinde Mas-Saintes-Puelles wird in einer legendenhaften Überlieferung hergeleitet von den Jungfrauen, die den Leichnam des Hl. Saturninus (Saint-Sernin) nach dessen Martyrium in Toulouse (3. Jahrhundert) gewaschen und bestattet haben sollen; daraufhin seien sie aus der Stadt vertrieben worden und hätten sich hier neu angesiedelt.
Im 12. Jahrhundert befand sich an der Stelle der späteren Stadt eine befestigte Siedlung (castrum), deren Einwohner sich zumindest teilweise zum Katharerglauben bekannten. Während des Albigenserkreuzzugs (1209–1229) wird der Ort jedoch nicht erwähnt. Im Jahre 1242 machte ein Trupp von katharischen Attentätern unter der Führung von Pierre Roger II. de Mirepoix hier Halt auf ihrem Weg nach Avignonet. Zwei Frauen aus Mas-Saintes-Puelles (Gersande und ihre Tochter Gaillarde) starben auf dem Scheiterhaufen (bûcher) auf dem Montségur (1244).
Im 14. Jahrhundert gründeten die Augustiner hier einen Konvent zum Zweck der Reevangelisierung. Während des Hundertjährigen Kriegs (1337–1453) wurde der Ort von den Soldaten des 'Schwarzen Prinzen' (Edward of Woodstock) in Brand gesetzt.
Im 16. Jahrhundert schloss sich ein Großteil der Bevölkerung dem Protestantismus an, während der Nachbarort Castelnaudary katholisch blieb. Angeblich fand auch ein geheimes Treffen zwischen Heinrich von Navarra und Katharina von Medici, die damals Gräfin des Lauragais war, in der Nähe von Mas-Saintes-Puelles statt. Wegen angeblicher oder tatsächlicher Überfälle auf Kaufleute und Händler befahl König Ludwig XIII. im Jahre 1622 die vollständige Zerstörung der Stadt. In der 2. Hälfte des 17. Jahrhunderts wurde Mas-Saintes-Puelles wiederaufgebaut; diesmal behielt der Katholizismus die Oberhand. Ein Kloster der Mercedarier, dessen Gründer Petrus Nolascus im 12. Jahrhundert in Mas-Saintes-Puelles geboren worden sein soll, wurde ebenfalls im 17. Jahrhundert gegründet.

## Sehenswürdigkeiten
- Die Église des Saintes-Puelles et de Saint-Pierre-Nolasque ist die Pfarrkirche des Ortes. Vom Ursprungsbau haben sich nur das gotische Portal und der – unten quadratische, oben oktogonale – Turm erhalten.
- Das Maison Nicol oder Maison Gleyzes ist ein eher unscheinbares Gebäude aus dem 18. Jahrhundert. Seit 1964 ist es als Monument historique anerkannt.
- In der Umgebung des Ortes finden sich einige – teilweise restaurierte – Windmühlen, von denen einige im 19. Jahrhundert auch zum Mahlen von Kalkstein (Grundstoff für Gips) genutzt wurden.
- Es existieren noch zwei Töpfereien (poteries), die auch besichtigt werden können.

## Persönlichkeiten
- Petrus Nolascus (* um 1182; † um 1249) Gründer des Mercedarierordens, Heiligsprechung 1655